# La Lagunita, San Cristobal De Casas
La Lagunita är en ort i Mexiko.   Den ligger i kommunen San Cristobal De Casas och delstaten Chiapas, i den sydöstra delen av landet, 700 km öster om huvudstaden Mexico City. La Lagunita ligger 1 959 meter över havet och antalet invånare är 152.
Terrängen runt La Lagunita är kuperad åt nordost, men åt sydväst är den bergig. Runt La Lagunita är det tätbefolkat, med 459 invånare per kvadratkilometer. Närmaste större samhälle är San Cristóbal de las Casas, 8,2 km nordost om La Lagunita. Omgivningarna runt La Lagunita är en mosaik av jordbruksmark och naturlig växtlighet.